# Клајмакс (Минесота)
Клајмакс (енгл. Climax) град је у америчкој савезној држави Минесота.

## Демографија
По попису из 2010. године број становника је 267, што је 24 (9,9%) становника више него 2000. године.
| Група             | 2000.       | 2010.       |
| Белци             | 220 (90,5%) | 237 (88,8%) |
| Афроамериканци    | 0 (0,0%)    | 5 (1,9%)    |
| Азијати           | 0 (0,0%)    | 0 (0,0%)    |
| Хиспаноамериканци | 16 (6,6%)   | 18 (6,7%)   |
| Укупно            | 243         | 267         |